# ديفيد فوي
ديفيد فوي (بالإنجليزية: David Foy)‏ هو لاعب كرة قدم بريطاني، ولد في 20 أكتوبر 1972 في كوفنتري في المملكة المتحدة. لعب مع برمنغهام سيتي وسكونثورب يونايتد ونادي تاموورث ونادي ووستر سيتي.

## وصلات خارجية
- ديفيد فوي على موقع Soccerbase.com (لاعب) (الإنجليزية)